# Ерих II (Шлезвиг)
Ерих II фон Шлезвиг (на немски: Erich II von Schleswig; * ок. 1288; † 12 март 1325) от Дом Естридсон, е от 1312 до 1325 г. херцог на Шлезвиг или също на Южна Ютландия (Sønderjylland).

## Биография
Той е единственият легитимен син на херцог Валдемар IV фон Шлезвиг (1265 – 1312) и първата му съпруга Елизабет фон Саксония-Лауенбург, дъщеря на херцог Йохан I фон Саксония-Лауенбург.
Ерих II е погребан в катедралата на град Шлезвиг.

## Фамилия
Ерих II се жени през 1313 г. за Аделхайд фон Шауенбург, комтеса на Холщайн-Рендсбург († януари 1350), дъщеря на граф Хайнрих I фон Холщайн-Рендсбург (1258 – 1304). Тя е сестра на граф Герхард III фон Холщайн-Рендсбург (1293 – 1340). Те имат децата:
- Валдемар III (* 1314; † 1364), крал на Дания (1326 – 1330), херцог на Шлезвиг (1330 – 1364) като Валдемар V
- Хелвиг († 1374), омъжена 1340 г. за датския крал Валдемар IV († 1375), родители на кралица Маргарета I Датска.